# Lázaro García
Lázaro García (castellà: Lázaro García Gil)  (Cienfuegos, 31 de desembre de 1947 - Cienfuegos, 15 d'abril de 2022), fou un compositor i intèrpret cubà, un dels fundadors de la Nova Trova Cubana.

## Biografia
Començà a l'edat de set anys cantant "punto cubano" per l'emissora radiofònica 1010. Estudià música l'any 1965 dins del servei militar. Va formar el grup de música popular ballable Los Jaguares (1968) i el grup 5 de Septiembre (1977).
La seva creació musical es va iniciar dins del filin (feeling) però després va perfilar la seva línia de treball segons l'estil de la Nova Trova. En aquest moviment va participar en els festivals i en les jornades de la cançó política.
Com compositor va guanyar el primer premi de Concurs de Música Cubana Adolfo Guzmán l'any 1981.
Va organitzar el moviment Nova Trova a la província de Villa Clara, així com la seva creació artística, el van situar com una de les figures més importants d'aquest moviment.

## Discografia
- Sara, Areito LD 3674
- Al sur de mi mochila, Areito LD 4254.
- Cantos de amor y de vida, Areito LD 4555.